# Henri Riu
Vous lisez un « bon article » labellisé en 2023.
Pour les articles homonymes, voir Riu.

a Compétitions nationales et continentales officielles uniquement.

b Matchs officiels uniquement.
Henri Riu, né le 26 janvier 1920 à Perpignan (Pyrénées-Orientales) et mort le 24 janvier 2014 à Roanne (Loire), est un joueur de rugby à XV et international français de rugby à XIII, évoluant au poste de troisième ligne, de pilier, de deuxième ligne ou de talonneur.
Enfant de Perpignan, il pratique le rugby à XV au sein du club de l'USA Perpignan avant la Seconde Guerre mondiale. Grand espoir du rugby à XV, il est vainqueur de la Coupe Frantz-Reichel en 1938, mais ne dispute pas l'année suivante la finale du Championnat de France pour laquelle son équipe s'est qualifiée. Durant la guerre, il ne peut pas prendre part au titre de 1944, ayant été réquisitionné en Allemagne pour le Service du travail obligatoire.
En 1945, il séduit les dirigeants du club de rugby à XIII du R.C. Roanne de Claudius Devernois et décide de passer au rugby à XIII accompagné de Joseph Crespo. Il y devient l'un des avants les plus performants du Championnat de France qu'il remporte en 1947 et 1948. Il rejoint ensuite l'U.S. Lyon-Villeurbanne et décroche un troisième titre de Championnat de France en 1951. Ses performances en club en rugby à XIII lui ont ouvert les portes de la sélection française dans laquelle il compte deux sélections obtenues en 1948 et 1949.

## Biographie

### Enfance, jeunesse et débuts au rugby à XV à Perpignan
Henri Riu naît le 26 janvier 1920 à Perpignan (Pyrénées-Orientales) et y grandit rue de la Lanterne puis rue Alphonse Daudet. Son père, Honoré Riu (né à Perpignan le 2 octobre 1887 et mort le 6 mai 1976), est maçon, et sa mère, Angèle Cayrol (née à Perpignan le 22 décembre 1886), ouvrière de manufacture. Il a deux sœurs Marguerite (1913-1992) et Jeanne (1930-2018), et un frère André (1921-1983) qui a pratiqué le rugby à XIII à Thuir. Il se marie en 1948 à Vougy avec Monique Barnay (1927-2005) avec laquelle il a deux enfants : Robert et Pierre-Jean.
Il s'adonne dès son plus jeune âge au rugby à XV dans sa ville natale et intègre très tôt le club de l'U.S.A. Perpignan. Leader de l'équipe des juniors de ce dernier, il remporte la Coupe Frantz-Reichel (champion de France des moins de 21 ans) en 1938 puis prend part à certaines rencontres des seniors de la saison 1938-1939 dont le club catalan dispute la finale du Championnat de France à laquelle il n'est cependant pas convié, voyant ses coéquipiers, dont Frédéric Trescazes, être battus par le Biarritz olympique 6-0 après prolongation.
Le début de la Seconde Guerre mondiale met dans un temps en suspens les Championnats qui redémarrent à partir de 1941. H. Riu, resté sur Perpignan, poursuit sa pratique sportive au sein de l'U.S.A. Perpignan. En 1943, il ne peut pas échapper au Service du travail obligatoire (S.T.O.) et doit partir en Allemagne. Après quelques matchs disputés, il rate alors la saison 1943-1944 dont son club remporte le titre de Champion de France auquel prennent part ses coéquipiers Joseph Crespo, Puig-Aubert, Frédéric Trescazes et Lucien Barris. En Allemagne à cette période, il travaille pour la société Messerschmitt à Ratisbonne et parvient à poursuivre la pratique du rugby à XV aux côtés d'Armand Balent, Henri Abelanet et Henri Valls.

### 1945-1949: passage au rugby à XIII et carrière au R.C Roanne

#### 1945-1946: première ligne du R.C. Roanne

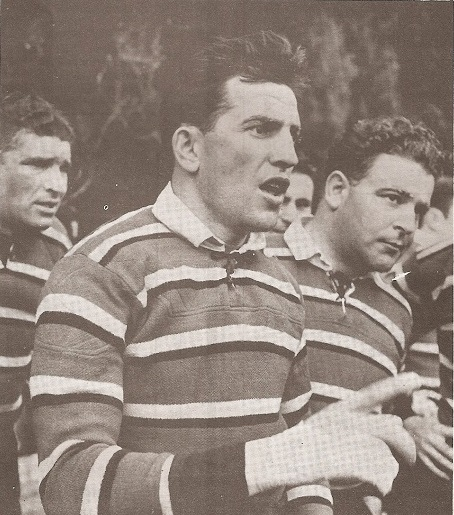
Son coéquipier de l'U.S.A. Perpignan Joseph Crespo rejoint le R.C. Roanne en même temps que lui.

De retour en France en 1945, une rencontre amicale de rugby à XV avec l'U.S.A. Perpignan et le Castres olympique fait basculer son existence : des dirigeants du R.C. Roanne, club de rugby à XIII, sont en tribunes pour prospecter et recruter des joueurs en vue de relancer, sous l'impulsion de l'homme d'affaires Claudius Devernois, ce club, l'un des plus prestigieux d'avant-guerre, vainqueur du Championnat de France en 1939 avec notamment René Arotça, Jean Dauger et Max Rousié, avant que la Seconde Guerre mondiale ne suspende le Championnat et que le régime de Vichy en interdise la pratique. Henri Riu ne laisse pas indifférent les dirigeants qui le convainquent de rejoindre la Loire et de se convertir au jeu à XIII, tout en étant le chaperon de Joseph Crespo, demi de mêlée perpignanais vainqueur du Championnat de France 1944. À cette occasion, Henri Riu abandonne alors son métier de maçon et travaille comme représentant de bonneterie sur Roanne.
Il pose alors ses valises dans la région de Roanne et intègre une équipe où de nombreux Catalans, outre Crespo, sont déjà en place tels qu'Élie Brousse et Gaston Comes, sous la houlette de l'entraîneur Jean Duhau, ancien international français de rugby à XV et XIII d'avant-guerre. Pour cette première saison, Henri Riu compose la première ligne d'avants du R.C. Roanne aux côtés de Vincent Martimpé-Gallart et Henri Gibert. Le club est tout près de disputer les finales du Championnat et de la Coupe de France mais est battu à chaque fois en demi-finales, d'une part par le futur champion l'A.S. Carcassonne 15-3 et d'autre part par le XIII Catalan 8-7.

#### 1946-1947: premier titre de Champion de France
Lors de la saison 1946-1947, l'équipe roannaise est renforcée par l'arrivée de René Duffort et continue sa montée en puissance. L'entraîneur roannais Jean Duhau, appelé à construire le R.C. Marseille de Paul Ricard, est remplacé par l'ancien joueur international Robert Samatan qui renouvelle sa confiance à Henri Riu en première ligne et l'utilise aussi parfois en deuxième ligne. Le R.C. Roanne effectue une saison de haute qualité occupant les premières places du classement du Championnat tout au long de la saison.
Composition du R.C. Roanne :
Les performances de Riu en club sont scrutées par les sélectionneurs de l'équipe de France pour la composition de leur première ligne. Son nom revient alors dans les conversations pour affronter le pays de Galles en début d'année 1947 mais il n'est finalement pas sélectionné, Marcel Volot, Denis Martiquet et Ambroise Ulma ayant la préférence sur ce match. Son nom continue d'être cité au moment des compositions jusqu'à sa première sélection en mars 1948 et reste le premier remplaçant des lignes avants.
Vainqueur de la saison régulière du Championnat, le R.C. Roanne se qualifie pour la finale et peut observer ses adversaires disputer les barrages. L'A.S. Carcassonne de Puig-Aubert, second de la phase régulière, sort vainqueur de ceux-ci en éliminant le F.C. Lézignan puis l'Entente Bordeaux-Bayonne et, en tant que champion sortant, s'annonce favori pour un nouveau titre contre le R.C. Roanne malgré le fait d'être passé par les barrages. La finale, disputée au stade municipal de Lyon, oppose les deux meilleures équipes de la saison comptant bon nombre d'internationaux français dans leurs rangs. Le R.C. Roanne réalise la rencontre parfaite face à une équipe carcassonnaise inefficace et en panne d'inspiration une semaine après son titre en Coupe de France. Dans une rencontre achevée 19-0 avec treize points inscrits par Gaston Comes désigné homme du match, H. Riu réalise un match solide et remporte son premier titre de Champion de France.

#### 1947-1948: second titre de Champion de France et première cape internationale
Pour la saison 1947-1948, Robert Samatan est reconduit dans ses fonctions d'entraîneur, mais le club enregistre deux départs de joueurs de premier plan : Gaston Comes et Élie Brousse. Celui de ce dernier amène R. Samatan à replacer Henri Riu au poste de deuxième ligne où sa compréhension du jeu peut compenser le jeu physique sans que l'équipe puisse déjouer.
Alors que le club roannais est prétendant à sa propre succession avec pour principale concurrence l'A.S. Carcassonne et le R.C. Marseille, le nom de Riu circule au sein de la sélection française mais il n'est pas convoqué dans le cadre de la Coupe d'Europe. Toutefois, s'agissant de la tournée de la Nouvelle-Zélande en Europe en cet hiver 1947, il semble avoir toutes ses chances aux côtés de Lucien Barris, Joseph Crespo, Puig-Aubert et Paul Dejean, d'autant plus qu'il aligne de nombreuses performances en Championnat avec son club.
Composition de la France  :
Il monte en puissance en cette fin de saison 1948 et connaît ainsi sa première convocation en équipe de France en mars 1948 pour affronter le pays de Galles le 20 mars 1948 à Swansea. Cette rencontre peut s'avérer décisive pour la sélection française en cas de victoire afin de remporter cette édition de la Coupe d'Europe dans un ultime match contre l'Angleterre en avril. Le pilier roannais devance son coéquipier de club Lucien Barris dans le choix de cette  sélection. Cette convocation le maintient en confiance avec le R.C. Roanne dont il reste l'un des meilleurs éléments. Pour ce match  contre les Gallois, H. Riu appréhende uniquement le fait d'être aligné comme pilier alors qu'il opère en club depuis le début de la saison  en deuxième ligne, mais il peut compter sur ses coéquipiers de club Jean Barreteau, René Duffort et Pierre Taillantou qui seront de la partie. Cette rencontre, dont le capitanat échoue à P. Dejean, débouche sur un succès de la France 20-12 avec un J. Barreteau auteur de 8 points. Le pack d'avants a su prendre l'avantage sur son homologue gallois constituant l'un des points forts du succès français avec H. Riu à la hauteur de l'évènement. Dans la perspective de l'ultime rencontre face à l'Angleterre, il est mis en balance avec le Perpignanais Ambroise Ulma et est initialement désigné en premier choix. Au dernier moment, A. Ulma lui est préféré le privant ainsi d'une seconde sélection.
Composition du R.C. Roanne :
Sur cette fin de saison, H. Riu prend une part active dans les dernières rencontres de la saison du R.C. Roanne. Bien qu'éliminé en quart-de-finale de la Coupe de France fin mars par l'A.S. Carcassonne, le club roannais garde toutes ses chances en Championnat avec une seconde place acquise en saison régulière. En demi-finale du Championnat de France, le R.C. Roanne prend le dessus sur le R.C. Marseille 16-11 avec un jeu plus calme et mature et se qualifie pour une nouvelle finale. Celle-ci se déroule au stade Vélodrome de Marseille. Face au vent en première période, le R.C. Roanne subit les assauts des Carcassonnais qui maîtrisent le match mais ne parviennent pas à marquer. L'A.S. Carcassonne mène seulement 2-0 à la mi-temps grâce à un drop de Puig-Aubert puis joue contre le vent en seconde période. Cet élément permet au R.C. Roanne d'inverser le cours de la rencontre et de s'imposer d'une courte tête 3-2 grâce à un essai de Pierre Taillantou. H. Riu est l'un des meilleurs Roannais sur le terrain de cette finale et fête son second titre de Champion de France.

#### 1948-1949: exploit catalan face à l'Australie et seconde cape internationale
Composition des Catalans :
La saison 1948-1949 du R.C. Roanne se déroule avec plus de difficultés en raison des blessures qui émaillent de l'effectif dont notamment celles de Robert Dauger, René Duffort et Roger Pouy, contraignant l'entraîneur Robert Samatan de modifier constamment son treize titulaire, ainsi que par le départ de joueurs de qualité tels Raymond Contrastin, Henri Gibert et Lucien Barris.
H. Riu garde sa place de titulaire au sein de l'effectif roannais où il performe en ce début de saison et fait l'objet d'hésitation pour les convocations en équipe de France pour cet automne 1948 où Gabriel Berthomieu lui est finalement préféré pour la rencontre contre le pays de Galles dans le cadre de la Coupe d'Europe.
La fin d'année 1948 et le début d'année 1949 sont marqués par la tournée de l'équipe d'Australie de passage en France. Elle affronte au préalable le 29 décembre 1948 la sélection des Catalans de France à Perpignan avec pour capitaine Paul Dejean et à laquelle H. Riu est convoqué sans hésitation. Les Catalans surprennent les Australiens et s'imposent 20-5 devant près de 12 000 spectateurs.
Composition de la France  :
Pour la double confrontation en janvier 1949 entre la France et l'Australie, H. Riu ne prend pas part à la première rencontre à Marseille mais la blessure du pilier André Béraud lors de cette rencontre l'amène à être appelé dans les avants français au poste de deuxième ligne pour la seconde rencontre accompagné de deux autres Catalans, Ambroise Ulma et Ulysse Négrier, à la suite de leur victoire en sélection catalane contre ce même adversaire.  Dans une rencontre âprement disputée, les avants français sont mis en valeur pour leur résistance mais la France perd la rencontre 10-0. Il s'agit de sa seconde et dernière sélection française de sa carrière. Il est constaté par la presse sportive que ses performances en club sous la houlette de R. Samatan s'expriment avec autorité et initiative dans une équipe où il est un rouage essentiel mais ne sont pas reproduites en équipe de France en raison d'une organisation tactique où il est moins suivi dans ses mouvements.
En Championnat et en Coupe de France, le R.C. Roanne s'avance comme un prétendant aux deux titres. H. Riu est présent en première ligne pour la demi-finale de la Coupe de France au parc des Princes de Paris face à l'A.S. Carcassonne perdue sur le score de 21-6 dans une rencontre où les Roannais durent jouer à dix joueurs par instants en raison des blessures cumulées de Jean Barreteau et Rodeila entre autres. La semaine suivante, le R.C. Roanne affronte en demi-finale du Championnat le R.C. Marseille. Les Marseillais, en forme étincelante et portés par la charnière Jean Dop-Paul Césard, infligent une correction 22-0 à des Roannais disputant leur plus mauvaise rencontre de la saison et concluant sa saison par deux éliminations en demi-finale,.

### 1949-1953: Henri Riu membre de l'U.S. Lyon-Villeurbanne

#### 1949: déménagement à l'U.S. Lyon-Villeurbanne

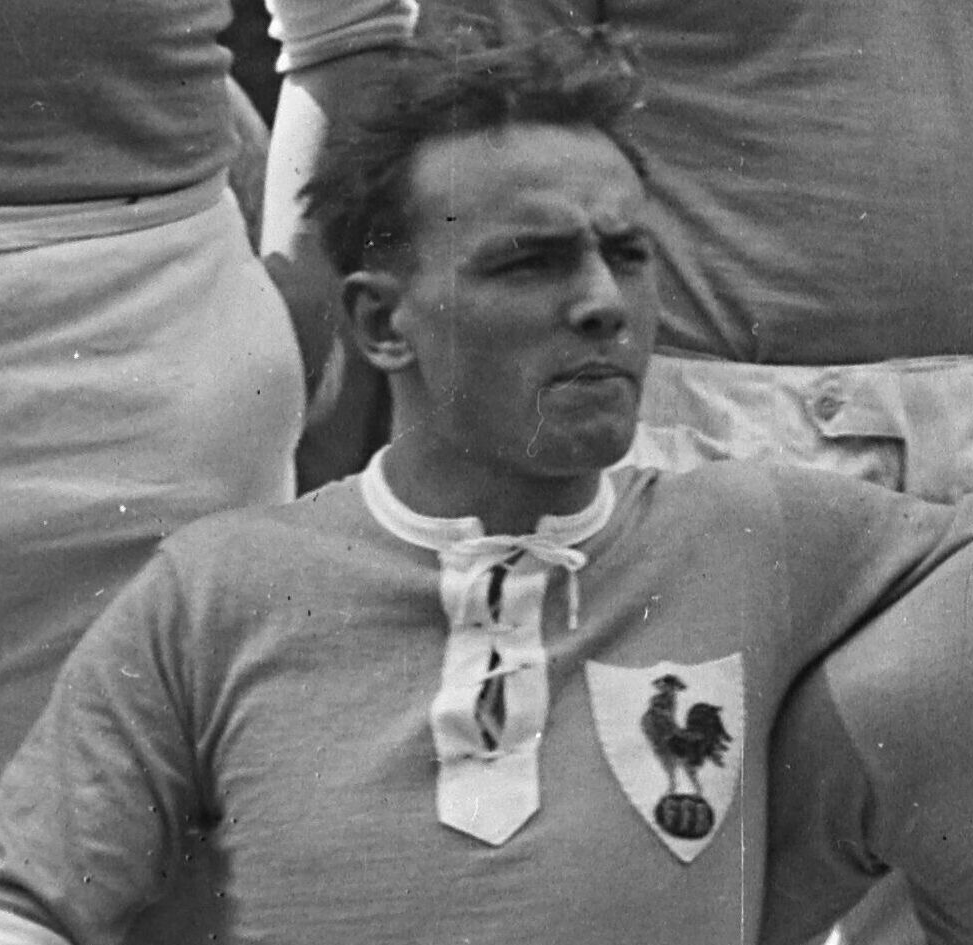
Robert Samatan entraîne Henri Riu au R.C. Roanne puis à l'U.S. Lyon-Villeurbanne avec lequel il a construit de nombreux succès.

Le R.C. Roanne connaît un grand bouleversement dans cette intersaison. Son président, Claudius Devernois, qui porte financièrement depuis quinze années le club, constate le non équilibre du budget qu'il alimente chaque saison. Il se voit également confronté à un mécontentement de son management et les recettes à la billetterie sont en deçà des objectifs. En lien avec la Fédération française, il est invité à concentrer ses efforts sur la région lyonnaise et à reprendre le club de l'U.S. Lyon-Villeurbanne situé dans une « agglomération à recettes ». Il acte ce transfert en septembre 1949 et emmène avec lui de nombreux joueurs. Henri Riu le suit à l'instar de Jean Audoubert, René Duffort, Pierre Taillantou et Joseph Crespo, et de leur entraîneur Robert Samatan. La constitution de ce nouveau club avec l'intégration de nombreux joueurs pose question de savoir si une homogénéité sera facile à obtenir.
Les premières rencontre ôtent tout doute à cette équipe lyonnaise qui rapidement se positionne en haut du classement du Championnat et est potentiellement reconnue comme un candidat aux titres nationaux. H. Riu reste dans les papiers des sélectionneurs de l'équipe de France comme le démontre sa convocation dans l'équipe du « Reste » qui sert de réserve de l'équipe de France en novembre 1949.
En Championnat comme en Coupe de France, le club de Lyon poursuit ses performances de haut rang battant notamment le leader XIII Catalan en décembre 1949, le R.C. Marseille en mars 1950 et surtout l'A.S. Carcassonne de Puig-Aubert en huitième de finale de la Coupe de France 13-8. H. Riu et ses coéquipiers lyonnais affrontent en demi-finale du Championnat de France l'A.S. Carcassonne. Gagnant leur opposition en Coupe de France, l'U.S. Lyon-Villeurbanne est toutefois tenu en échec 3-3 en octobre 1949 et est battu en décembre 1949 15-0 par les Carcassonnais. La rencontre est plus qu'équilibrée jusqu'à l'heure de jeu (0-0 à la mi-temps) avant que Carcassonne dans une ambiance bagarreuse s'impose sur le score de 10-6. H. Riu ne prend pas part à la finale de la Coupe de France face au XIII Catalan, disputée à Perpignan, perdue 12-5 closant 1949-1950 une saison sans titre. Enfin, il prend part avant les matchs décisifs de fin de saison à la rencontre Catalans-Basques pour un match de propagande à Carcassonne remportée par les premiers 38-23.

#### 1950-1951: champion de France avec Lyon
Composition de Lyon :
Henri Riu, âgé de 30 ans, démarre cette nouvelle saison sur les bords du Rhône avec l'U.S. Lyon-Villeurbanne qui revendique son statut de prétendant aux titres nationaux, renforcé par l'arrivée de Roger Rey ou d'Hugues Baldassin entre autres. Le club lyonnais commence bien la saison et confirme son ambition. H. Riu reste un titulaire indiscutable dans l'équipe lyonnaise permutant entre différents postes d'avants.
H. Riu et Lyon affrontent en demi-finale du Championnat de France l'A.S. Carcassonne à Perpignan. Les Lyonnais s'imposent 16-11 surprenant les Carcassonnais pourtant favoris et prennent rendez-vous avec le XIII Catalan pour la finale à Toulouse. Ce dernier avance également comme favori face aux Lyonnais. C'est finalement Lyon XIII qui s'adjuge le titre 15-10 en marquant tous ses points en seconde période (5-0 pour les Catalans en première période) par cinq essais. Il s'agit du troisième titre de Champion de France pour H. Riu. La semaine suivante, en demi-finale de la Coupe de France, les deux équipes se retrouvent pour une revanche malgré l'absence de Carrère côté catalan qui laisse sa place à Ascola. Dans un remake de la finale, le scénario semble se répéter avec des Catalans dominateurs durant 50 minutes pour finalement perdre sur un score plus sévère cette fois-ci 18-2 et voit Lyon en route pour un doublé inédit, rencontre à laquelle H. Riu ne prend pas part en raison d'une blessure au genou. Cette finale, disputée à Marseille, place cette fois-ci Lyon comme favori au regard de sa fin de saison face à l'A.S. Carcassonne. Dans cette finale que ne dispute pas H. Riu, Lyon mène 10-9 à douze minutes de la fin avant de laisser les Carcassonnais s'échapper au score et la remporter 22-10.

#### 1951-1953: fin de carrière en tant que remplaçant à Lyon
Henri Riu continue de faire partie de l'équipe de l'U.S. Lyon-Villeurbanne encore deux années jusqu'en 1953. Il est moins utilisé qu'auparavant au sein du club lyonnais en raison par la présence de grands avants avec l'arrivée du joueur du Lyon O.U., Joseph Krawczyk, au poste de pilier et est relégué comme second choix. Il prend part toutefois aux rencontres dès l'absence d'un titulaire, notamment au poste de pilier. Après une saison ponctuée par deux éliminations en demi-finales en Championnat et Coupe de France en 1952, l'U.S Lyon-Villeurbanne prend part aux deux finales de la saison 1953. La première finale est perdue 19-12 contre l'A.S. Carcassonne en Championnat et la deuxième est remportée 9-8 contre l'U.S. Villeneuve en Coupe de France, finales auxquelles H. Riu ne prend pas part.

### Après-carrière
Une fois sa retraite sportive actée, Henri Riu s'éloigne des pelouses, ne rejoint pas d'encadrement et ne prend pas de fonction dans un club hormis une petite pige au club de rugby à XIII de Moulins durant une année. Il est toutefois à l'initiative de la création de l'« amicale d'entraide des anciens treizistes du Roannais » avec Pierre Taillantou et Joseph Crespo. Il meurt le 24 janvier 2014 à Roanne.

## Palmarès

### Rugby à XV
- Collectif :
  - Vainqueur de la Coupe Frantz-Reichel : 1938 (Perpignan).
  - Finaliste du Championnat de France : 1939 (Perpignan).

#### Détails en club
| Saison    | Saison        | Championnat           | Championnat | Coupe                    | Coupe            |
| Saison    | Saison        | Comp.                 | Class.      | Comp.                    | Class.           |
| --------- | ------------- | --------------------- | ----------- | ------------------------ | ---------------- |
| 1938-1939 | USA Perpignan | Championnat de France | Finaliste   | Challenge Yves du Manoir | Poule            |
| 1941-1942 | USA Perpignan |                       |             |                          |                  |
| 1942-1943 | USA Perpignan | Championnat de France | 1/4 finale  | Coupe de France          | 1/2 finale (sud) |
| 1943-1944 | USA Perpignan | Championnat de France | Vainqueur   | Coupe de France          | 1/8 finale       |

### Rugby à XIII
- Collectif :
  - Vainqueur du Championnat de France : 1947, 1948 (Roanne) et 1951 (Lyon).
  - Vainqueur de la Coupe de France : 1953 (Lyon).
  - Finaliste du Championnat de France : 1953 (Lyon).
  - Finaliste de la Coupe de France : 1950 et 1951 (Lyon).

#### Coupe d'Europe des nations
| Édition | Rang | Résultats France | Résultats Riu | Matchs Riu |
| ------- | ---- | ---------------- | ------------- | ---------- |
| 1948    | 2    | 2 v 0 n 2 d      | 1 v 0 n 0 d   | 1/4        |

#### Détails en sélection
| 1. | 20 mars 1948    | Pays de Galles | 20-12 | Coupe d'Europe | Pilier         | - | - | - | - |
| 2. | 23 janvier 1949 | Australie      | 0-10  | Test-match     | Deuxième ligne | - | - | - | - |

#### Détails en club
| Saison    | Saison               | Championnat           | Championnat | Coupe           | Coupe      | Sélection | Sélection | Sélection | Sélection | Sélection | Sélection | Sélection |
| Saison    | Saison               | Comp.                 | Class.      | Comp.           | Class.     | Comp.     | M         | Pts       | Ess.      | Buts      | Dp.       |           |
| --------- | -------------------- | --------------------- | ----------- | --------------- | ---------- | --------- | --------- | --------- | --------- | --------- | --------- | --------- |
| 1945-1946 | RC Roanne            | Championnat de France | 1/2 finale  | Coupe de France | 1/2 finale |           |           |           |           |           |           |           |
| 1946-1947 | RC Roanne            | Championnat de France | Vainqueur   | Coupe de France | 1/4 finale |           |           |           |           |           |           |           |
| 1947-1948 | RC Roanne            | Championnat de France | Vainqueur   | Coupe de France | 1/4 finale | CE        | 1         | -         | -         | -         | -         |           |
| 1948-1949 | RC Roanne            | Championnat de France | 1/2 finale  | Coupe de France | 1/2 finale |           | 1         | -         | -         | -         | -         |           |
| 1949-1950 | US Lyon-Villeurbanne | Championnat de France | 1/2 finale  | Coupe de France | Finaliste  |           |           |           |           |           |           |           |
| 1950-1951 | US Lyon-Villeurbanne | Championnat de France | Vainqueur   | Coupe de France | Finaliste  |           |           |           |           |           |           |           |
| 1951-1952 | US Lyon-Villeurbanne | Championnat de France | 1/2 finale  | Coupe de France | 1/2 finale |           |           |           |           |           |           |           |
| 1952-1953 | US Lyon-Villeurbanne | Championnat de France | Finaliste   | Coupe de France | Vainqueur  |           |           |           |           |           |           |           |